# Odontosia nocturnalis
Odontosia nocturnalis är en fjärilsart som beskrevs av Hans Ferdinand Emil Julius Stichel 1917. Odontosia nocturnalis ingår i släktet Odontosia och familjen tandspinnare. Inga underarter finns listade i Catalogue of Life.